# Carafa (Adelsgeschlecht)

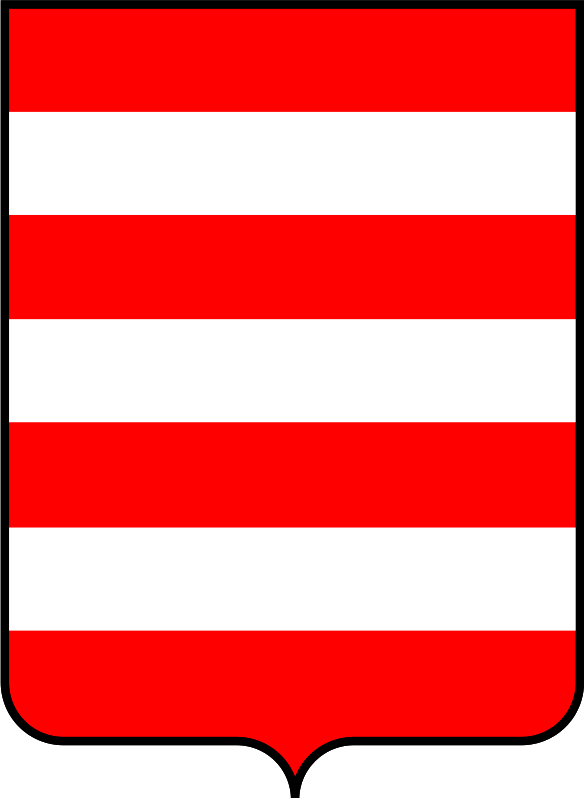
Familienwappen

Die Carafa sind ein neapolitanisches Hochadelsgeschlecht und gehören zu den bedeutendsten italienischen Adelsfamilien der frühen Neuzeit. Sie stellten einen Papst und 17 Kardinäle.

## Geschichte
Die Familie ist ein jüngerer Zweig des Hauses Caracciolo aus Neapel, Stammvater der Carafa war Gregorio, ein jüngerer Sohn des Giovanni Caracciolo Rosso († nach 1167), Conte di Montemarano, Patrizier von Neapel, Richter und Konnetabel, dieser wiederum ein Sohn des Riccardo "Rosso" Caracciolo († nach 1140).
Gemäß einer anderen Theorie stammen die Carafa ursprünglich von dem sehr alten pisanischen Patriziergeschlecht Sismondi ab, das das gleiche Stammwappen führte.
Die Familie Carafa stieg im 13. und 14. Jahrhundert zu einem der führenden Adelsgeschlechter des Königreichs Neapel auf. Mit Filippo Carafa erwarb 1378 der erste von 17 Carafa den Kardinalshut; damit fasste die Familie in Rom Fuß und begann dort, ihren Einfluss in Italien auszudehnen. Oliviero Carafa reklamierte die Verwandtschaft der Familie zu Thomas von Aquin, was in einem Fresko von Filippino Lippi in der Carafa-Kapelle der Kirche Santa Maria sopra Minerva, die Olivieros Grablege wurde, manifestiert wurde. Als typischer Kurienkardinal der Renaissance nutzte er seine Position, um verschiedene Familienmitglieder zu protegieren und am wirtschaftlichen Ertrag beispielsweise von Klöstern zu beteiligen.

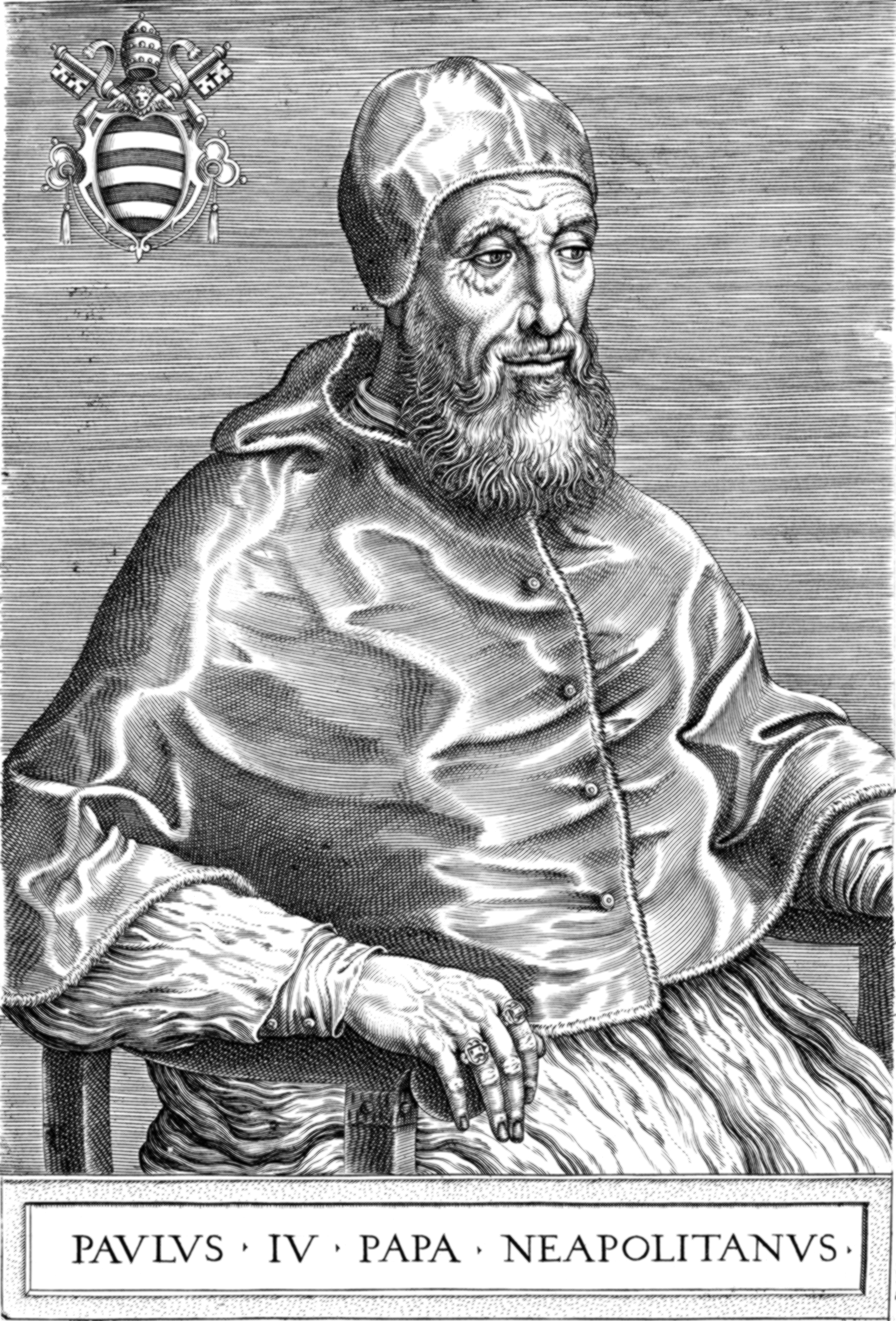
Papst Paul IV., Gian Pietro Carafa (1476–1559)

Olivieros Neffe Gian Pietro Carafa bestieg 1555 als Papst Paul IV. den Stuhl Petri. Durch den Schulterschluss mit Frankreich und dem anschließenden Krieg gegen Spanien, der die Familie mit einem eigenen Herrschaftsterritorium versorgen sollte, aber mit der Besetzung des Kirchenstaats durch den Herzog von Alba und im Frieden von Cave-Palestrina endete. Paul IV. stärkte die schon vor seinem Pontifikat von ihm geleitete Inquisition und machte sie zur gefürchteten Kontrollbehörde gegen jedermann. Nach seinem Tod 1559 verurteilte ihn die Stadt Rom in einem posthumen Prozess zum Tode, eine Statue von ihm wurde ‚stellvertretend‘ enthauptet und in den Tiber geworfen. Zwei seiner Nepoten, Carlo (1519–1561) und Giovanni († 1561), die in die militärischen Bestrebungen ihres Onkels verwickelt waren und rücksichtslos von der Stellung ihres päpstlichen Onkels zu profitieren wussten, wurden 1561 zum Tode verurteilt. Giovanni, den sein Onkel zum Herzog von Paliano gemacht hatte, ließ zehn Tage nach dem Tod Pauls IV., am 28. August 1559, mit Billigung seines Bruders, des Kardinalstaatssekretärs Carlo Carafa, seine schwangere Ehefrau ermorden. Daraufhin wurde unter dem neuen Papst Pius IV. beiden Brüdern der Prozess gemacht. Der Kardinalstaatssekretär wurde in der Engelsburg erwürgt und der Herzog enthauptet. Auch ihre Komplizen wurden hingerichtet. Damit war der Entzug verschiedener Vermögenstitel der Familie verbunden – ihre Stellung in Italien war ruiniert.
Einige Jahre später wurden die Carafa rehabilitiert und erhielten einige ihrer Besitzungen zurück. Vergleichbaren Einfluss im politischen Leben Italiens erreichten sie jedoch nicht mehr, obwohl sie weiter zum Hochadel des  Königreichs Neapel zählten, wo sie im Laufe der Geschichte über 300 Lehen besaßen. Zahlreiche Mitglieder der Carafa waren Erzbischöfe von Neapel, aus den weiteren Abkömmlingen ragen der Feldmarschall Antonio Carafa (1642–1691), der für Habsburg gegen Türken und ungarische Aufständische kämpfte, und der Komponist und Rossini-Zeitgenosse Michele Carafa hervor.
Die Familie teilte sich in die Zweige Carafa della Spina (mit einem Dornenzweig, italienisch spina, über dem Stammwappen). Diese erwarben die Titel eines Reichsfürsten, Fürsten von Roccella, Herzogs von Bruzzano, Marchese di Castelvetere (in Val Fortore), Graf von Policastro, Grotteria etc. Der andere Zweig, die Carafa della Stadera (mit einer Balkenwage, ital. stadera, im Wappen) erwarben 1522 die Stadt Andria und das Castel del Monte und wurden vom spanischen König 1552 zu Herzögen von Andria und Herzögen von Castel del Monte erhoben, zu Herren, später Fürsten von Stigliano (1289–1556), Fürsten von Belvedere, 1465 zu Herzögen von Maddaloni, zu Grafen von Ruvo di Puglia, Montorio, Santa Severina, Cerreto und Airola, Marchesi di Corato, Marchesi di Montenero, Herzögen von Noja (1592–1806), Herzögen von Nocera (1521–1660) usw. Die Familie wurde zu Granden Spaniens ernannt.
Gegenwärtiges Familienoberhaupt ist Don Gregorio Carafa-Cantelmo-Stuart, Principe del Sacro Romano Impero, 15. Principe di Roccella, Marchese di Castelvetere (* 1945).

## Wappen
Das Wappen der Familie zeigt drei silberne Querbalken in Rot, es wurde später unter Hinzufügungen wie dem grünen schrägen Dornenbalken oder der Balkenwaage (unter den Querbalken) dargestellt.

Wappen der Carafa della Spina
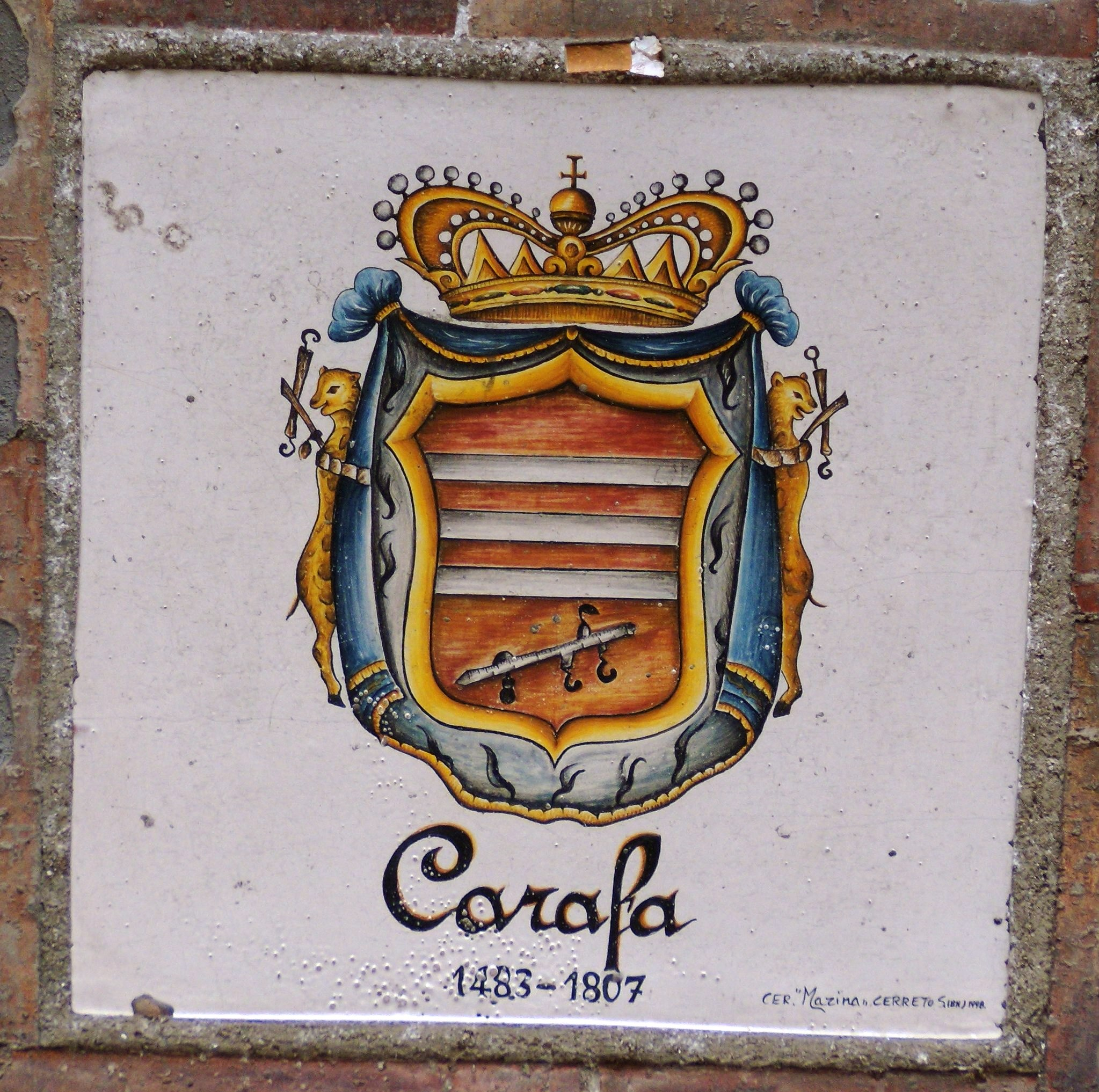
Wappen der Carafa della Stadera
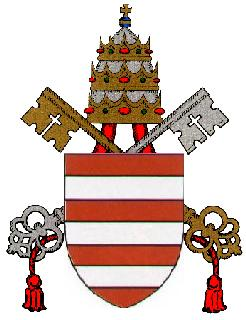
Papstwappen Pauls IV.

## Familienmitglieder

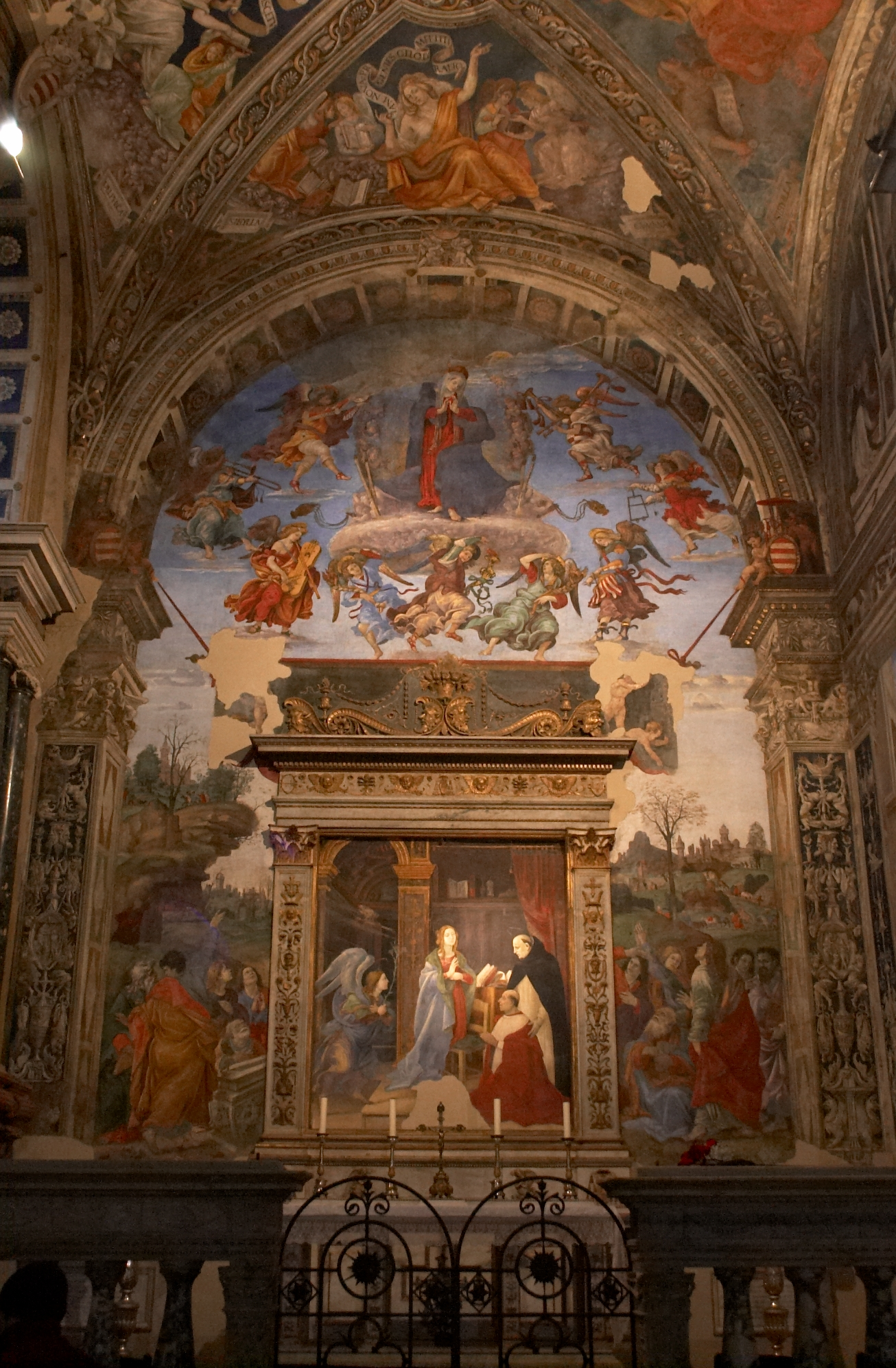
Carafa-Kapelle in Santa Maria sopra Minerva (Rom), errichtet um 1493 für Kardinal Oliviero Carafa mit Fresken von Filippino Lippi

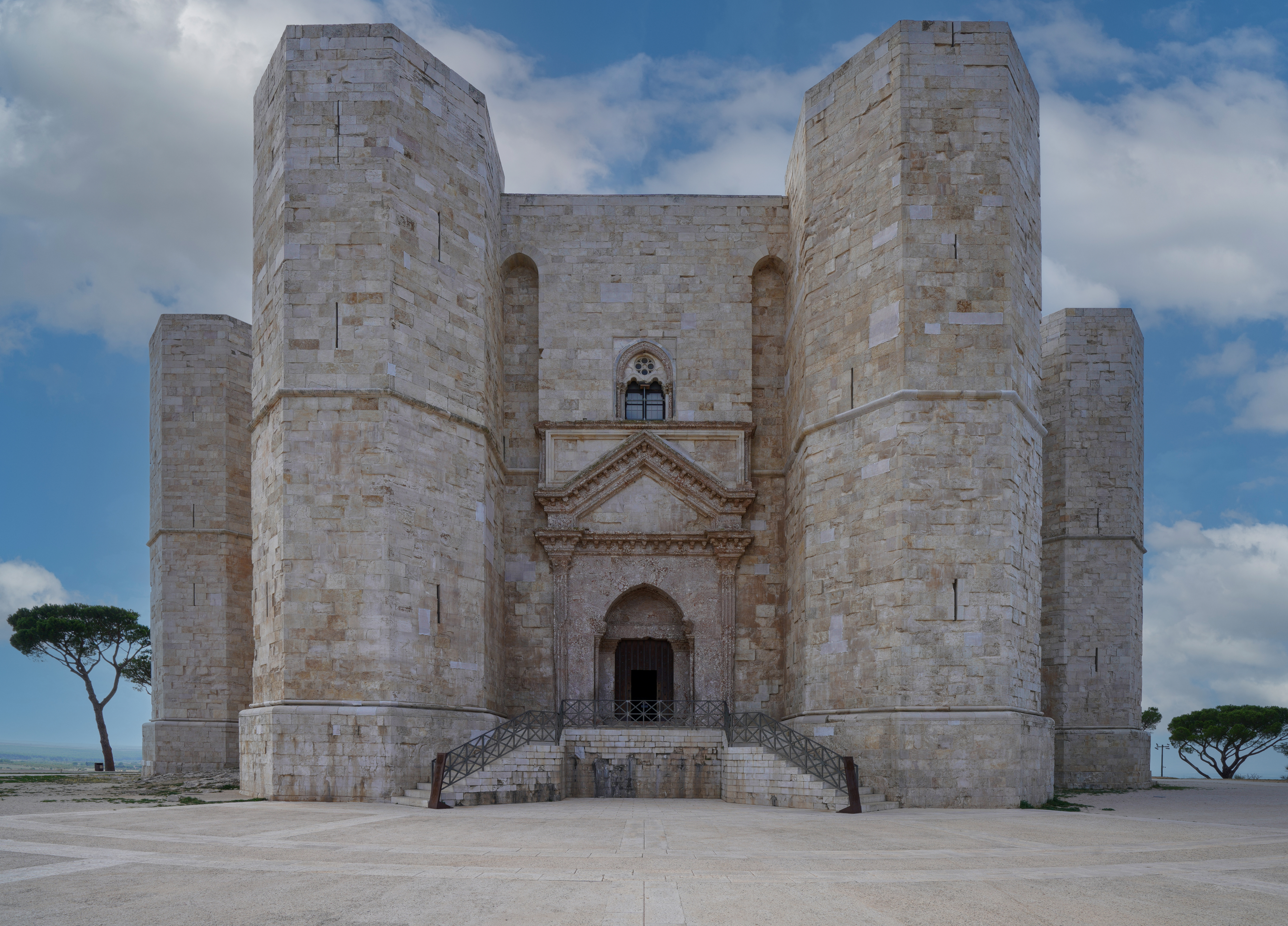
Castel del Monte, von 1522 bis 1876 im Familienbesitz

- Adriano Antonio Carafa (1696–1765), Duca di Traetto
- Alfonso Carafa (1540–1565), Kardinal
- Antonio Carafa (1538–1591), Kardinal
- Antonio Carafa (1646–1693), Conte di Forlì; Feldmarschall in österreichischen Diensten
- Carlo Carafa (Kardinal) (1517–1561), italienischer Kardinal
- Carlo Carafa (Prediger) (1561–1633), italienischer Prediger
- Carlo Carafa (Nuntius) (1584–1644), italienischer Geistlicher, Bischof von Aversa
- Carlo Carafa della Spina (1611–1680), italienischer Kardinal
- Diomede Carafa (1492–1560), Kardinal
- Decio Carafa (1556–1626), Kardinal
- Domenico Carafa della Spina di Traetto (1805–1879), Kardinal
- Domenico Marzio Carafa (1672–1750), 9. Duca di Maddaloni, Principe della Guardia
- Dominico Marzio Carafa, 8. Duca di Maddaloni
- Ettore Carafa (1763–1799), Kämpfer für die Parthenopäische Republik
- Fabrizio Carafa, Principe della Roccella
- Filippo Carafa della Serra († 1389), italienischer Kardinal
- Fortunato Ilario Carafa della Spina (1630–1697), Kardinal
- Francesco Carafa della Spina di Traetto (1722–1818), Kardinal
- Francesco Maria Carafa († 1642), 5. Duca di Nocera
- Francesco Maria Carafa († 1711), 3. Principe di Belvedere
- Gian Pietro Carafa (1476–1559), ab 1555 Papst Paul IV.
- Gianvincenzo Carafa (1477–1541), Kardinal
- Giovanni Carafa († 1561), Herzog von Paliano
- Girolamo Caraffa (1564–1633), Reichsfürst, General in spanischen und habsburgischen Diensten
- Gregorio Carafa (Gregorio Carafa della Roccella; 1615–1690), Großmeister des Malteserordens
- Johann Carl von Caraffa († 1743), österreichischer Feldmarschall
- Lelio Carafa († 1761), Marchese d’Arienzo
- Lodovico Carafa de Marra (1570–1630), 4. Principe di Stigliano
- Mario Carafa († 1576), Erzbischof von Neapel
- Marino Carafa di Belvedere (1764–1830),  Kardinal
- Marzio Carafa, 7. Duca di Maddaloni
- Michele Carafa (1787–1872), Komponist
- Oliviero Carafa (1430–1511), Kardinal
- Pier Luigi Carafa (1581–1655), Kardinal
- Pietro Luigi Carafa (1677–1755), Kardinal
- Simone Carafa della Roccella, Erzbischof von Acerenza 1638–1647
- Tiberio Carafa (1580–1647), 6. Principe di Bisignano
- Vincenzo Carafa (1585–1649), Generaloberer des Jesuiten-Ordens

## Paläste der Carafa

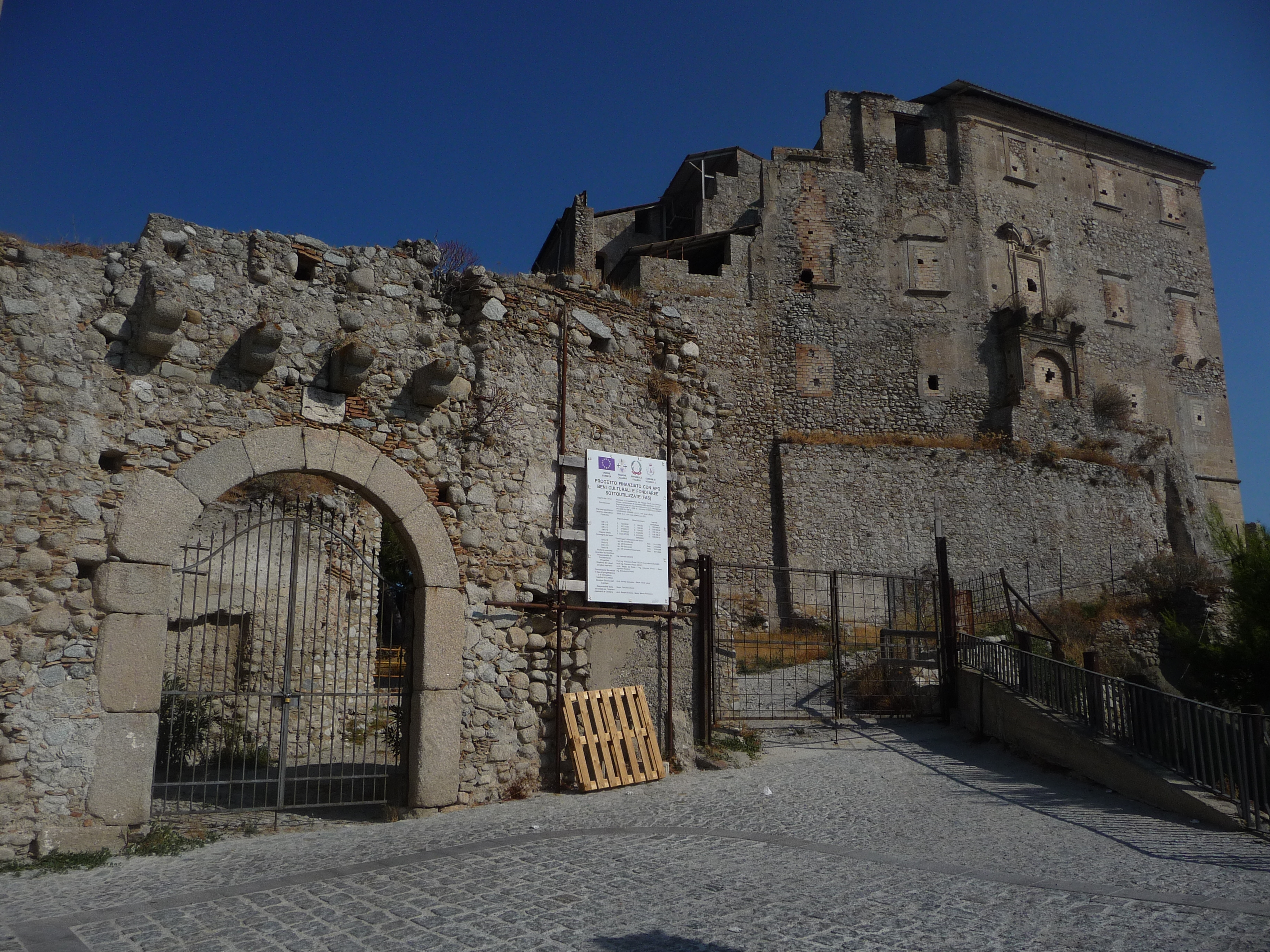
Schloss Roccella Ionica
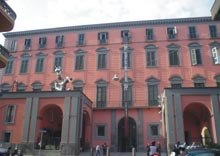
Palazzo Carafa di Roccella in Neapel
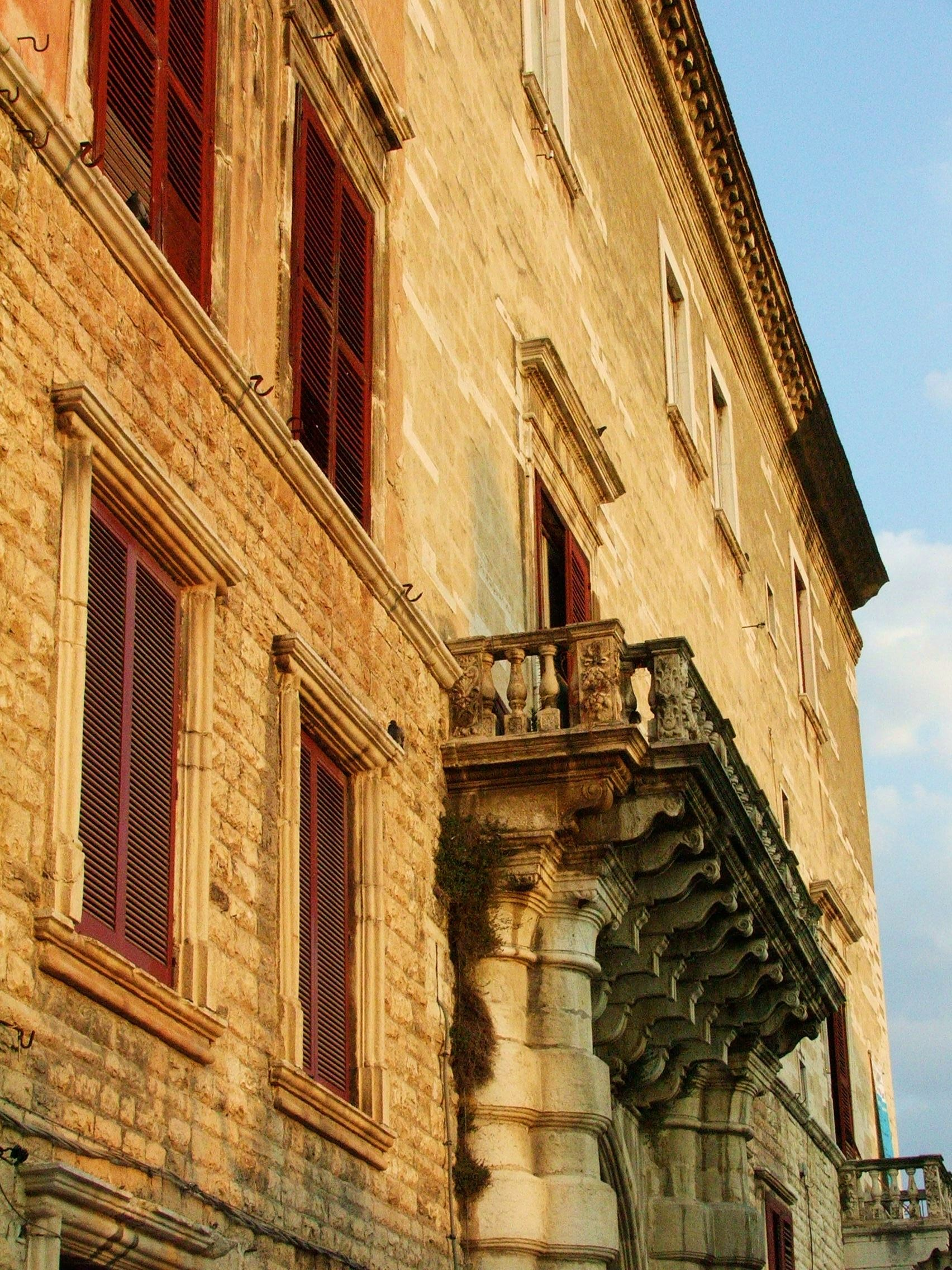
Palazzo Ducale in Andria
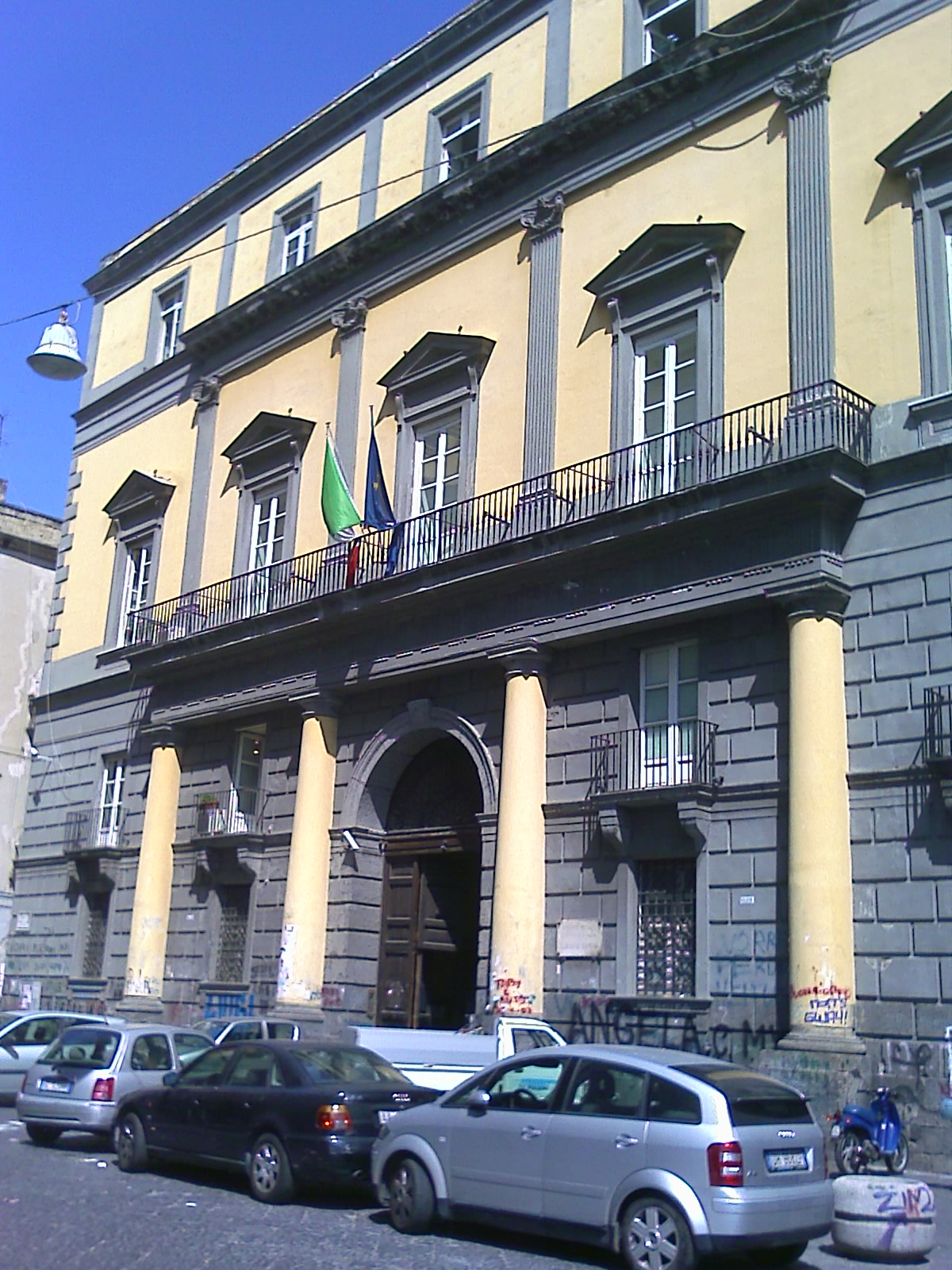
Palazzo Carafa d'Andria, Neapel
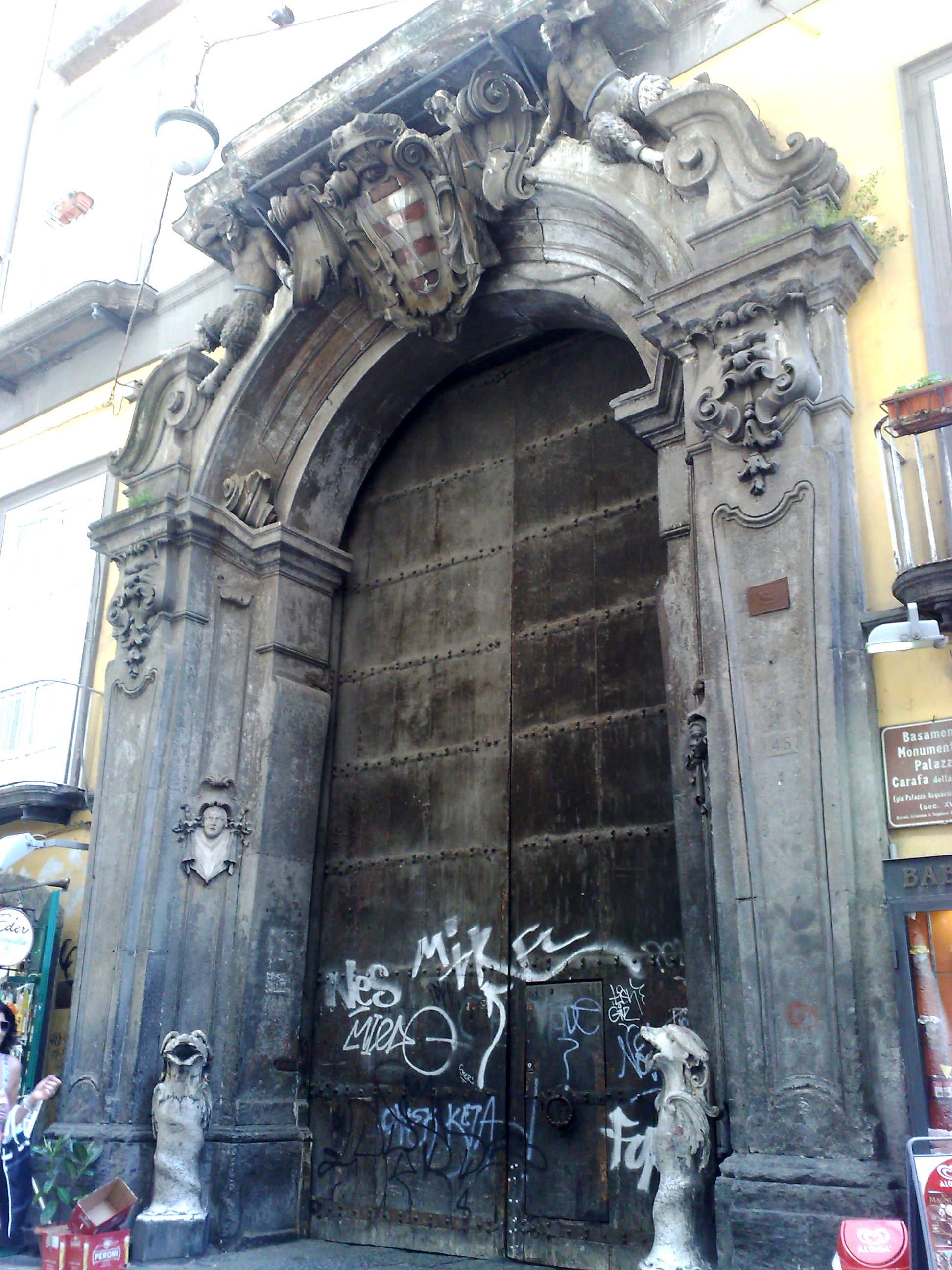
Portal des Palazzo Carafa della Spina, Neapel
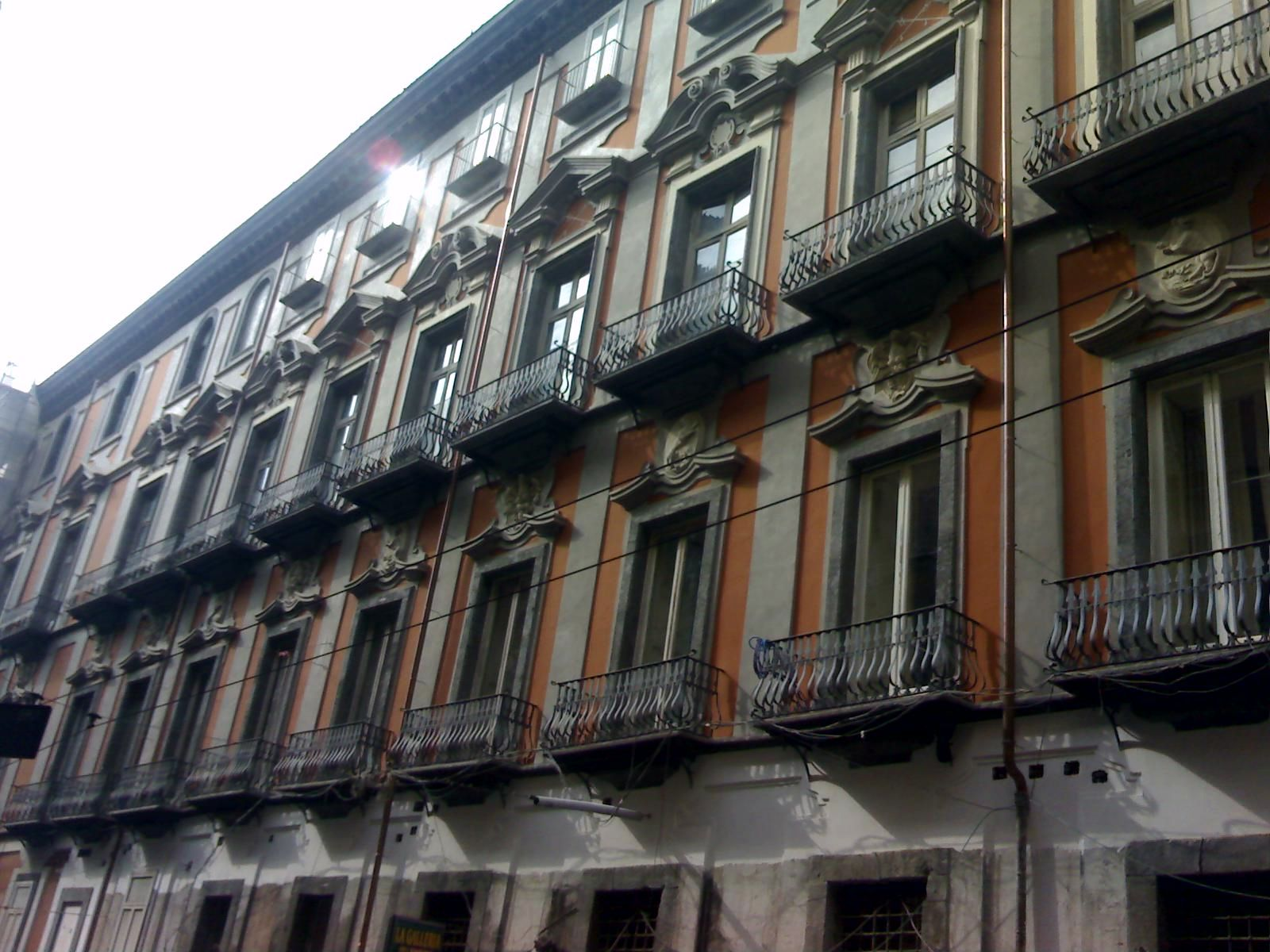
Palazzo Carafa di Maddaloni, Neapel
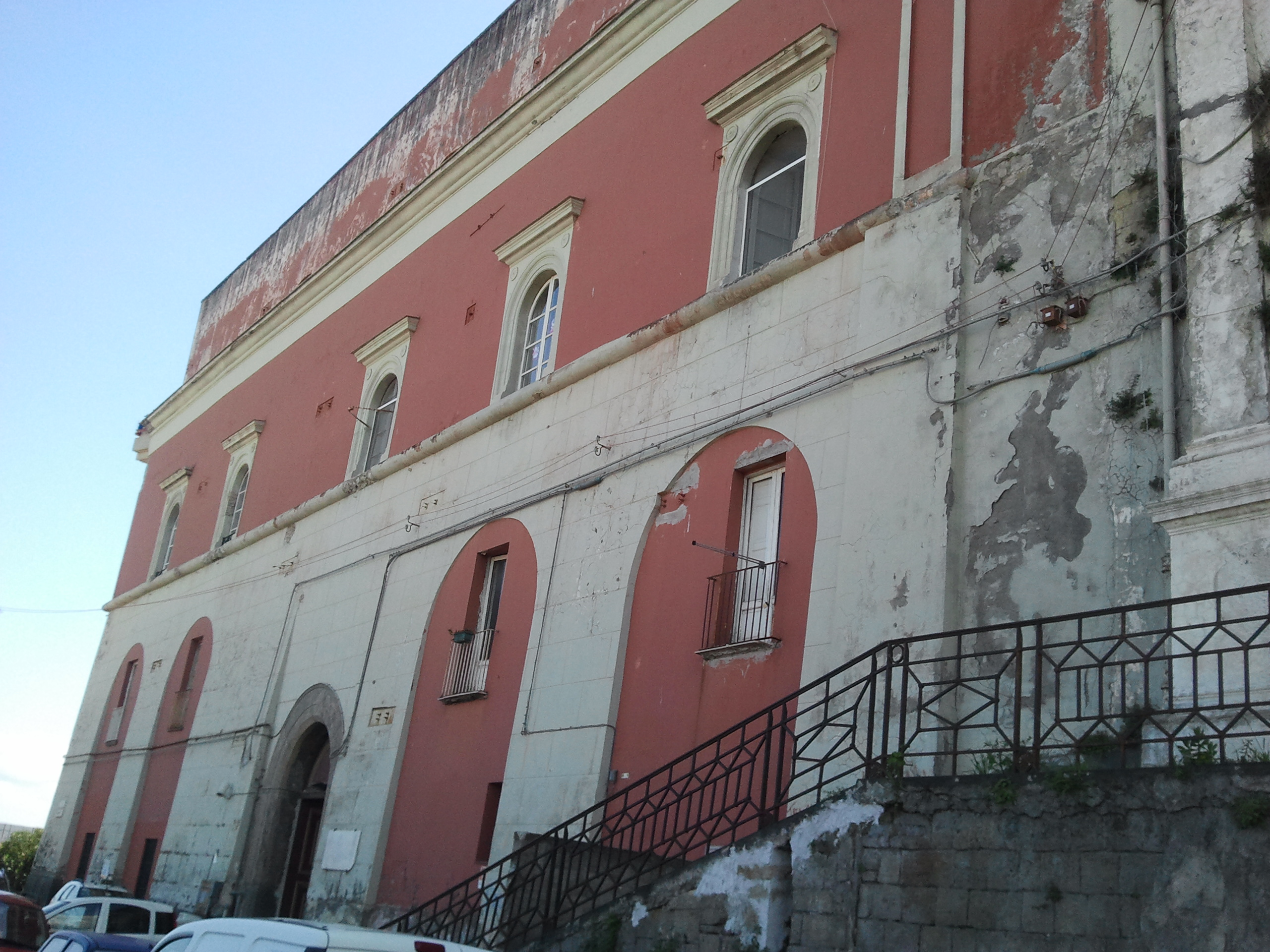
Palazzo Carafa di Santa Severina, Neapel
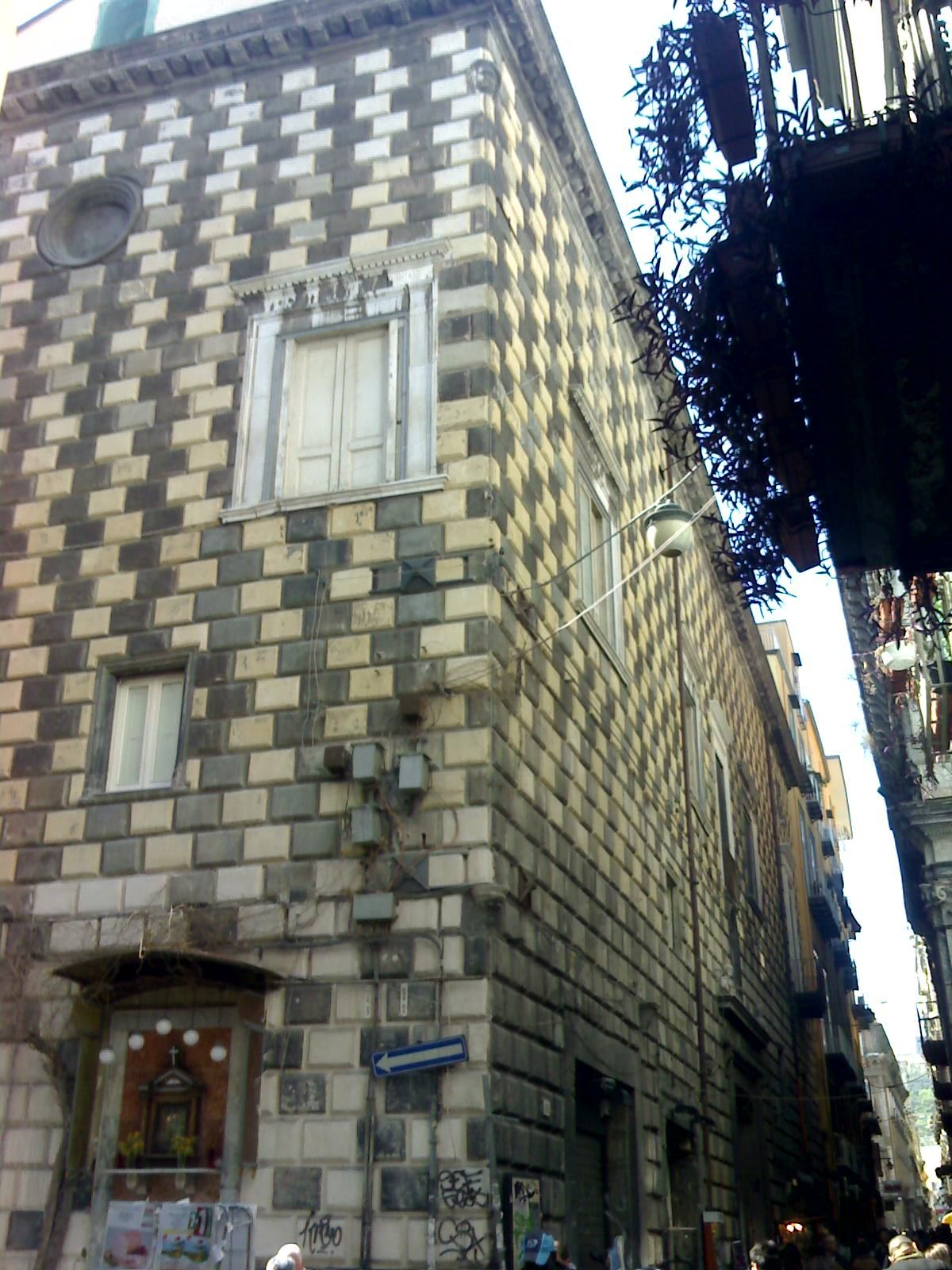
Palazzo Diomede Carafa, Neapel
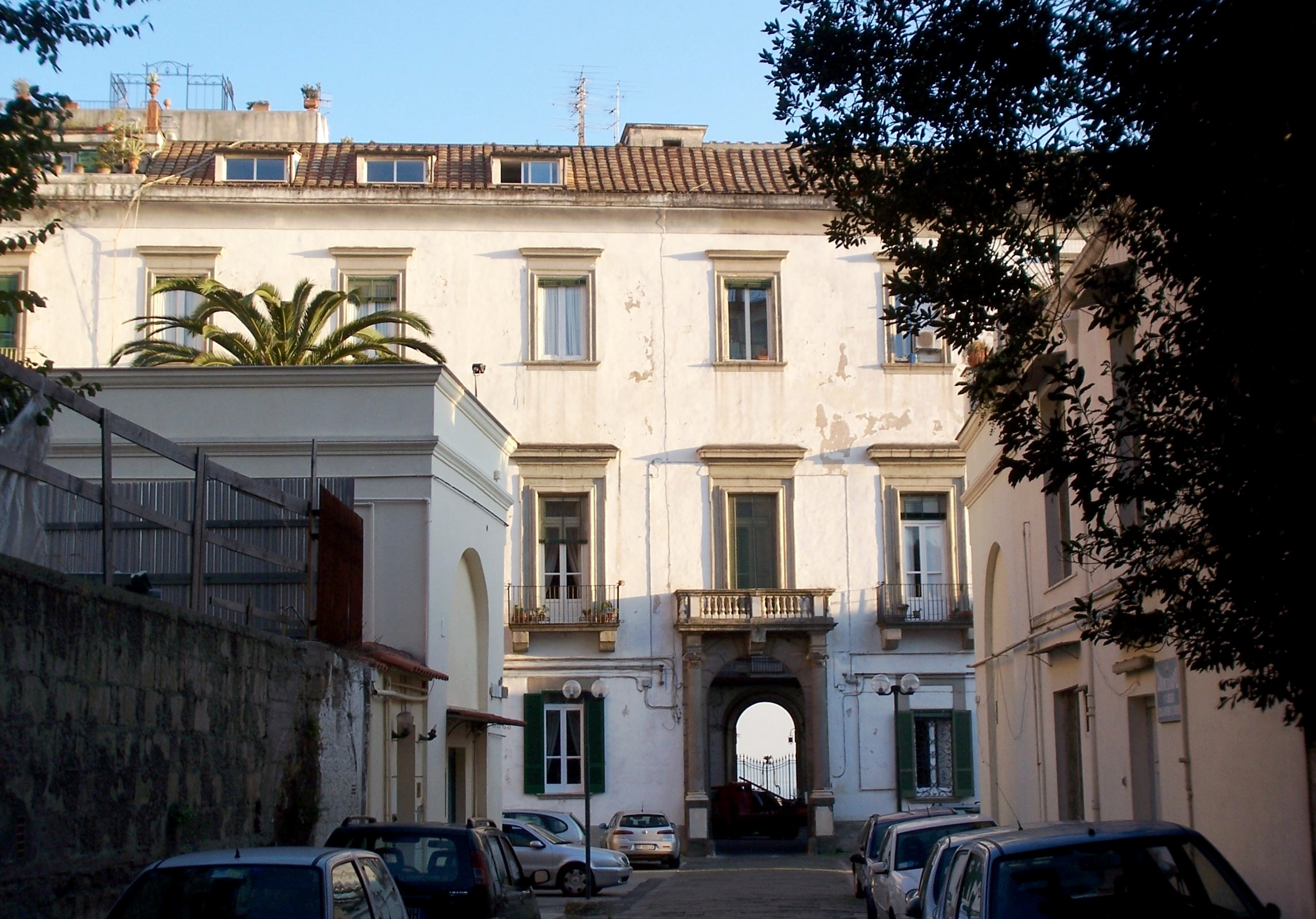
Villa Carafa di Belvedere, Neapel
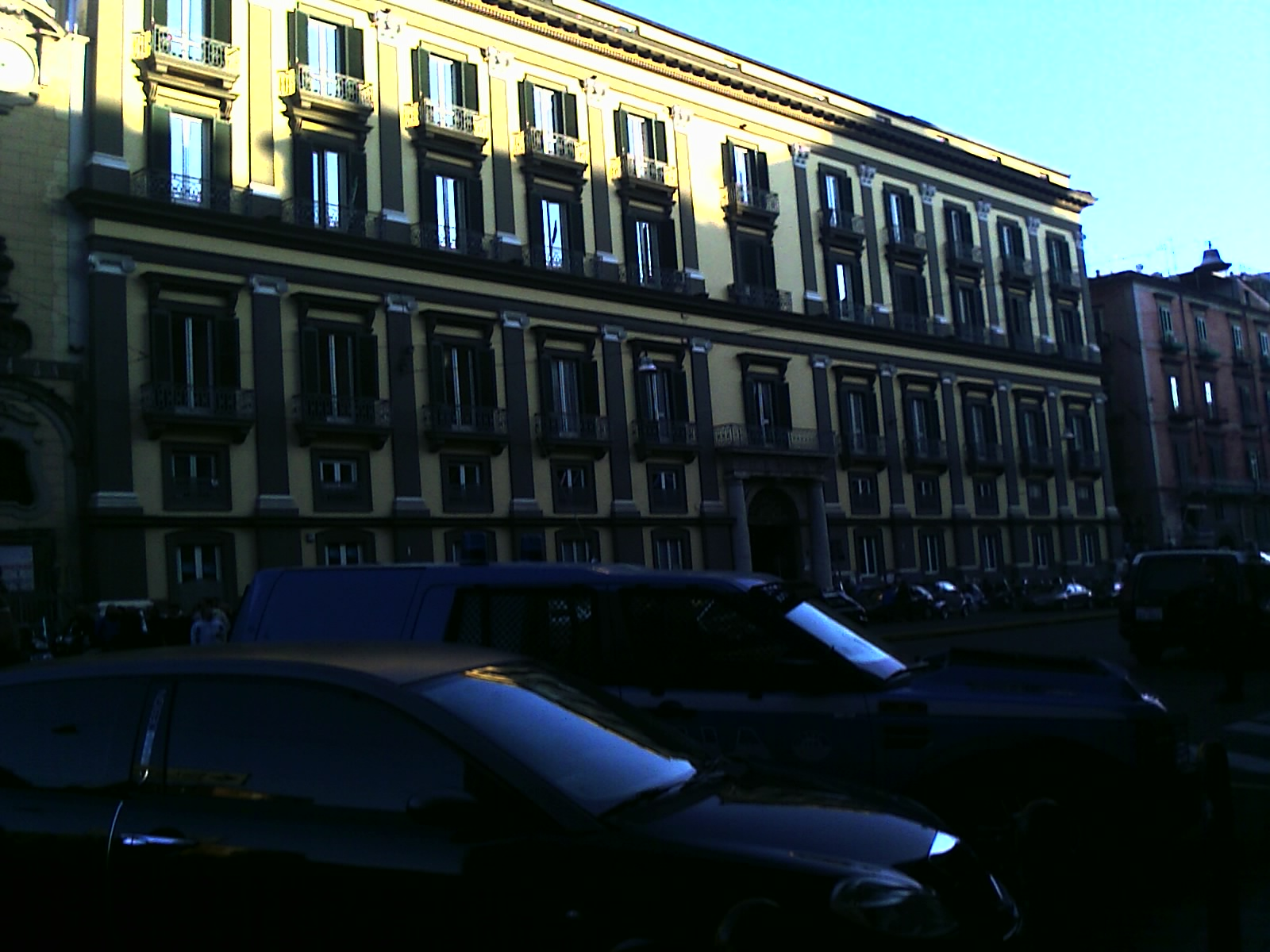
Palazzo Carafa di Nocera, Neapel
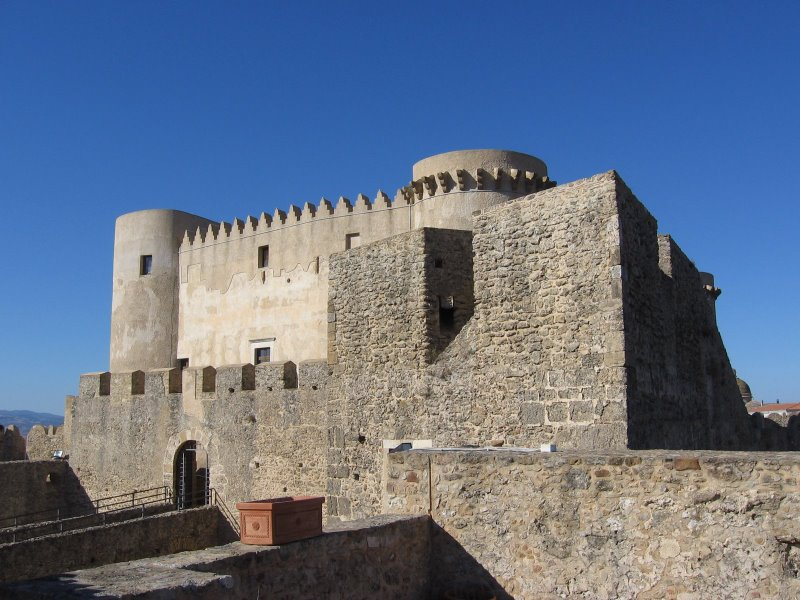
Kastell in Santa Severina